# الطبيب المعجزة
الطبيب المعجزة (بالتركية: Mucize Doktor)‏ هو مسلسل تلفزيوني درامي تركي من إنتاج شركة ام اف يابم، عُرضت أولى حلقاته في 12 سبتمبر 2019، وكتب السيناريو بينار بولوت وأونور كورالب. العمل مقتبس من المسلسل الكوري الجنوبي الطبيب الجيد الذي صدر في عام 2013. اختتم المسلسل، الذي استمر لموسمين، عند الحلقة 64 (بالتقسيم التركي) التي بُثت في 27 مايو 2021، وهو الموعد النهائي الرسمي الذي أعلنته شركة الإنتاج في 14 مايو 2021.

## القصة
علي هو شاب مصاب بالتوحد تخرج من كلية الطب، وقد نشأ في ظروف صعبة. يتمتع بعبقرية استثنائية، لكنه يجد صعوبة في التواصل مع الآخرين بسبب حالته. حلمه الأكبر هو أن يصبح جراحًا. عرابه، عادل، يشغل منصب كبير الأطباء في مستشفى "أنكا" الخاص، ويرغب في تعيين علي كطبيب مساعد في وحدة الجراحة بعد أن حقق مرتبة عالية في امتحان TUS. ومع ذلك، يواجه عادل مقاومة شديدة من زملائه في المستشفى، حيث لا يعتقد الأطباء أن شخصًا مصابًا بالتوحد يمكنه أن يكون طبيبًا ناجحًا. يخشون أن يرتكب علي أخطاء قد تضر بسمعة المستشفى.
في مواجهة هذه الشكوك، يتعهد عادل لمجلس إدارة المستشفى قائلاً: "اقبلوه لفترة تجريبية لمدة ستة أشهر، وإذا ارتكب خطأ واحدًا، سأستقيل". وبهذا يُعيَّن علي في المستشفى، حيث يبدأ رحلته في مواجهة تحديات العالم الطبي. ورغم براعته الطبية، يرتكب علي بعض الأخطاء نتيجة لحالته، مما يثير قلق المجلس ويدفعهم لفتح تحقيقات حول أدائه.
يواجه علي أيضًا مؤامرات داخل المستشفى، أبرزها من رئيس الجراحين الذي يطمح إلى منصب كبير الأطباء. وعلى الرغم من تلك التحديات، يواصل علي نضاله للتغلب على إعاقته ويحاول تعلم كيفية التواصل مع الآخرين بشكل أفضل. بمرور الوقت، يبدأ في اكتساب الثقة بنفسه ويتعلم معنى أن يكون جزءًا من فريق.
إلى جانب التطور المهني، يجد علي الصداقة، الأخوة، وحتى الحب في المستشفى. في البداية، يواجه صعوبة في التعامل مع هذه المشاعر الجديدة عليه، لكنه تدريجيًا يتعلم كيف يتكيف معها. ومن خلال نقاء نواياه وموهبته الفريدة، ينجح في التأثير على حياة كل من حوله. يبدأ الأطباء والمرضى ومجلس الإدارة في رؤية العالم من منظور مختلف بسبب تأثيره.
في نهاية المطاف، يجد علي، الذي كان يشعر بالوحدة، عائلة جديدة في هذا المستشفى. يفي بوعده الذي قطعه لأخيه الأصغر الذي توفي بين ذراعيه، ويحقق حلمه في أن يصبح جراحًا. ليس فقط كجراح، بل كأخ، زوج، مرشد، وصديق، يجلب الأمل والحياة لكل من حوله.

## الطاقم والشخصيات
| الممثل          | الدور           | حلقات    |
| --------------- | --------------- | -------- |
| تانر أولماز     | الطبيب علي وفاء | 1-64     |
| سينام أونسال    | الطبيبة نازلي   | 1-64     |
| أونور تونا      | الطبيب فارمان   | 1-64     |
| مراد ايجين      | الطبيب تانجو    | 1-64     |
| هازال تورسان    | بيليز بويسال    | 1-64     |
| بيهتر دينسيل    | الممرضة سلوى    | 1-64     |
| خيال كوسه أوغلي | الممرضة اشيليا  | 1-64     |
| مروى بولوت      | السكرتيرة جولين | 1-64     |
| أدين كولسي      | علي وفاء (طفل)  | 1-64     |
| بيرك تونا       | أحمد وفاء (طفل) | 1-64     |
| هاكان كورتاش    | دوروك أوزتورك   | 29-64    |
| اديب سانير      | عصمت جولانجول   | 34-37/64 |
| زرين تكيندور    | وصلات كوز اوغلو | 46-64    |
| سيركان كيسكين   | محسن كورنماز    | 57-64    |

### انتهى دوره
| الممثل          | الدور               | حلقات        |
| --------------- | ------------------- | ------------ |
| سنان تشاموردو   | حكمت وفاء           | 1 - 28       |
| هوليا ايدن      | جولقان وفاء         | 1 - 28       |
| ميرفي ديزدار    | الطبيبة داملا       | 25 - 28      |
| أوزجي أوزدار    | كيفيلجم بويسال      | 01 - 29      |
| سيدا باكان      | الطبيبة فيردا ارينش | 30 - 42      |
| كورهان إندوران  | الممرض جونيش        | 01 - 45      |
| ريها أوزغان     | الطبيب عادل ارينش   | 01 - 50      |
| أزغي آثار أوغلو | ايزو                | 40 - 54      |
| فيرات التونميشي | الطبيب ديمير        | 01 - 55      |
| ديليك كوسي      | فاتوش اير يغيت      | 56 / 19 - 13 |

## العرض
| الموسم | الموسم | الحلقات | الحلقات | البث الأصلي    | البث الأصلي  | البث الأصلي |
| الموسم | الموسم | الحلقات | الحلقات | البث الأول     | البث الأخير  | الشبكة      |
| ------ | ------ | ------- | ------- | -------------- | ------------ | ----------- |
|        | 1      | 28      | 28      | 12 سبتمبر 2019 | 26 مارس 2020 | فوكس        |
|        | 2      | 36      | 36      | 17 سبتمبر 2020 | 27 مايو 2021 | فوكس        |

## الجوائز والترشيحات
| عام  | جائزة                               | الفئة                   | العمل المعين   | نتيجة |
| ---- | ----------------------------------- | ----------------------- | -------------- | ----- |
| 2019 | جوائز الهدف الذهبي الرابعة والعشرون | مسلسلات الدراما السنوية | الطبيب المعجزة | فوز   |

## روابط خارجية
- الطبيب المعجزة على موقع IMDb (الإنجليزية)
- الطبيب المعجزة على موقع فيلمافينيتي (الإسبانية)
- الطبيب المعجزة على موقع كينوبويسك (الروسية)
- الطبيب المعجزة على موقع قاعدة بيانات الفيلم (الإنجليزية)
- الموقع الرسمي
 (بالتركية)
- الطبيب المعجزة  في قاعدة بيانات الأفلام على الإنترنت (بالإنجليزية)